# إجابات مختصرة لأسئلة كبيرة
كتاب إجابات مختصرة لأسئلة كبيرة يعتبر أحد أبرز الكتب العلمية التي ألَّفها الفيزيائي ستيفن هوكينج وتم نشره بواسطة دار هودر وستوكتون بالإضافة إلى بانتام في 16 أكتوبر 2018.
يتناول الكتاب بعض أعظم أسرار الكون ويعزز الرأي القائل بأن العلم مهم جداً في المساعدة على حل المشاكل على كوكب الأرض، لقد كان الكتاب غير مكتمل في وقت وفاة المؤلف في مارس 2018 لكن تم إكماله من قِبل زملائه الأكاديميين وعائلته.
نُشير إلى أن مقدمة الكتاب كتبها الممثل الفائز بجائزة أوسكار إيدي ريدماين، والذي مثل دور ستيفن هوكينج في فيلم نظرية كل شيء عام 2014. كما أن نظرية كل شيء هي مقدمة كتبها كيب ثورن وهو الفيزيائي الحاصل على جائزة نوبل، وأما الخاتمة فقد كتبتها ابنة المؤلف والتي تُدعى لوسي هوكينغ، على نحوٍ آخر نُشير إلى أن جزء من ريع هذا الكتاب يذهب إلى جمعية الأمراض العصبية الحركية ومؤسسة ستيفن هوكينج.
ينقسم الكتاب إلى عدة أقسام: 
1. لماذا نحن هنا؟
2. هل سوف ننجو؟
3. هل التكنولوجيا ستحمينا أم ستدّمرنا؟
4. كيف يمكننا أن نزدهر؟
5. ماذا يوجد بداخل الثقب الأسود؟

يناقش الكتاب كثير من تحديات اليوم، حيث يتضمن أكبر تهديد للكوكب من ناحية اصطدام الكواكب (كالذي محى الديناصورات قبل 66 مليون سنة) وتغيرات المناخ والحروب النووية. أيضاً يناقش عن الحياة وأننا سوف ندرك بعد خمسين سنة كيف بدأت الحياة وربما نكتشف ما اذا كانت موجودة في مكانٍ آخر في الكون.
وفقاً لهوكينج في الكتاب، ذُكِر بأن التعليم والعلم في خطر الآن أكثر مما سبق، كما أنه حث الشباب على النظر إلى النجوم وليس أسفل قدميك… حاول أن تجد معنى لما تراه وتساءل عما يجعل الكون موجوداً. أيضاً من المهم ألاّ تستسلم وأطلق العنان لخيالك واصنع المستقبل.